# 蔦の渕

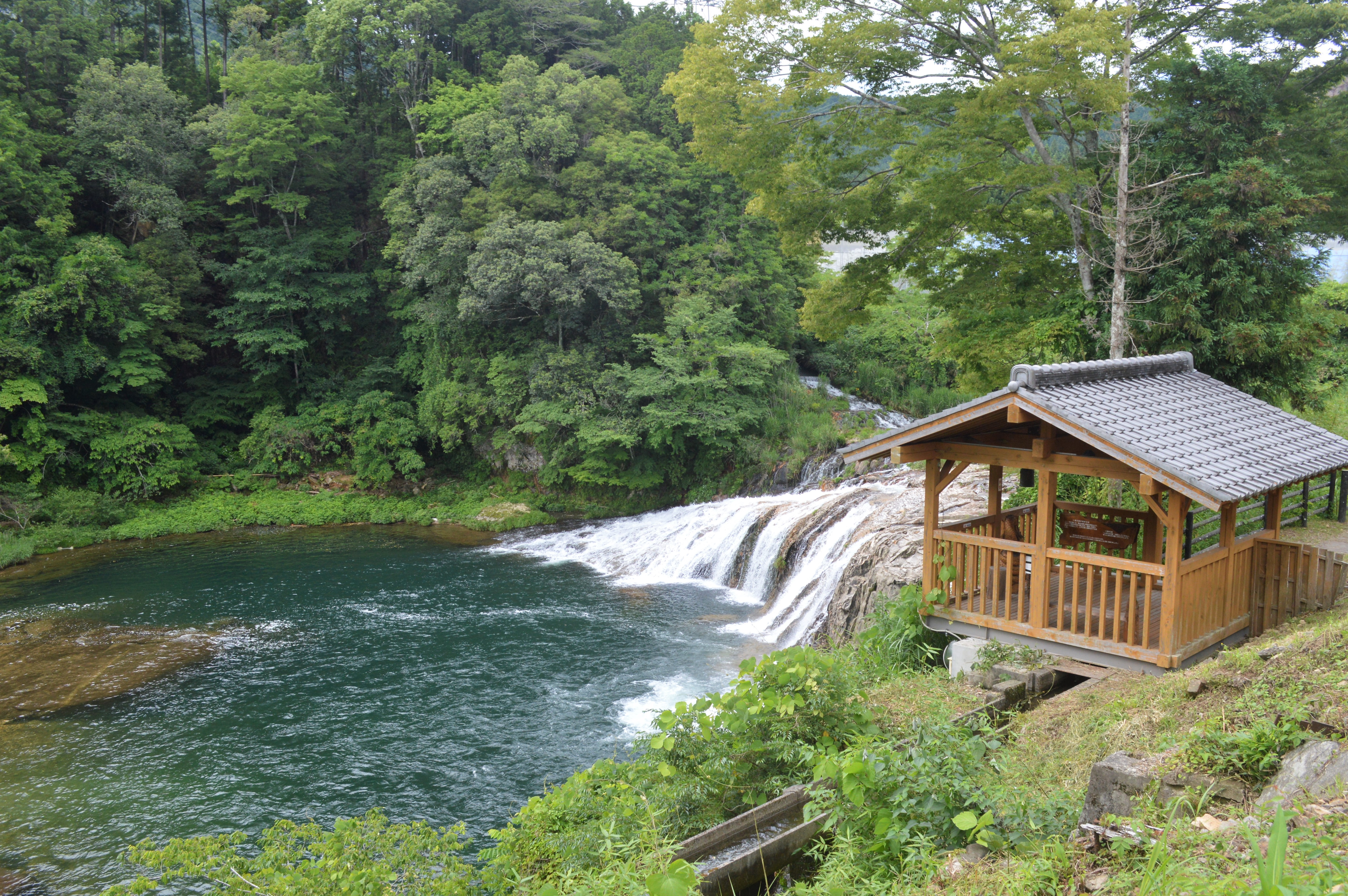
蔦の渕と展望所

蔦の渕（つたのふち、蔦の淵）は、愛知県北設楽郡東栄町大字下田字花田21にある滝。
天竜川の支流である大千瀬川（振草川）の中流域にある本流滝である。幅広の滝であることから「奥三河のナイアガラ」とも呼ばれる。

## 地理
『日本滝名鑑4000』によると、滝の幅は30メートル、落差は5メートル。『愛知の滝 全記録』によると、滝の幅は約40メートル、滝壺の幅は約70メートル、落差は左岸よりで約7.5メートル。東栄町観光協会や奥三河観光ナビによると、幅約70メートル、落差約10メートル。蔦の渕の標高は約250メートルである。

## 地質
滝頭は柱状節理の硬い安山岩、滝壺は柔らかい泥岩であり、安山岩より泥岩が速く浸食される差別浸食が生じて滝壺が形成された。岩盤の右岸側が緩やかに傾斜しているため、滝の左右で表情が異なる。もっとも落差が大きいのは左岸よりの流れであり、もっとも右岸に近い部分の流れは滝をなしていない。

## 伝承
かつてお蔦という女性が滝壺に身を投げたという伝承が滝名の由来となった。隣接地にはとうえい温泉 花まつりの湯があり、2003年（平成15年）にはとうえい温泉と蔦の渕をつなぐ遊歩道や、蔦の渕を眺めることができる展望台が完成した。